# Puerto de Dávao
El puerto de Dávao se localiza como su nombre lo indica en la ciudad de Dávao, en la isla de Mindanao al sur del país asiático de Filipinas. El puerto de Dávao se compone de un diversidad de puertos, todo ello dentro del Golfo de Dávao, que es parte del Mar de Célebes. El SASA Wharf es uno de los más grandes muelles en la zona portuaria y de mayor actividad, siendo propiedad de la International Container Terminal Services Inc.,  que también opera en el puerto de Manila y el puerto de Subic. El puerto de Dávao está dominado en gran parte por Contenedores de Carga, Materias Primas, carga general y de tráfico de pasajeros.